# Vereniging Surinaams Bedrijfsleven
De Vereniging Surinaams Bedrijfsleven (VSB) is een Surinaamse belangenorganisatie met een federatief karakter. Het bestuur wordt bekleed door vertegenwoordigers van aangesloten groepen ondernemers.
De VSB werd op 28 maart 1950 door veertig bedrijven en maatschappijen opgericht. Het stelde zich ten doel om de algemene belangen van ondernemers te behartigen en deze bij de regering te bepleiten, zonder zich daarbij te nadrukkelijk op het terrein van de Kamer van Koophandel en Fabrieken te bewegen.
De VSB neem de verantwoordelijkheid in verschillende initiatieven. Bijvoorbeeld heeft ze de verantwoordelijkheid over het Suriname Hospitality and Tourism Training Centre (samen met drie ministers, van Toerisme, Onderwijs en Arbeid) en in de Suriname Business Coalition against HIV&AIDS. De VSB maakt deel uit van het Suriname Business Forum.
Een van de meer prominente bestuursleden was Pretaap Radhakishun, die in 1986 zijn functie als ondervoorzitter neerlegde om premier van Suriname te worden. In de jaren 1980, sinds de militaire staatsgreep, nam de VSB uit naam van het bedrijfsleven deel aan verschillende regeringen. Naast het kabinet-Radhakishun waren dat ervoor ook al de kabinetten Udenhout I en II.
Toen de VSB en de Asfa in 1998 het aftreden eisten van de regering, was dat mede tegen de oud-ondervoorzitter Radhakishun gericht, die toen vicepresident van Suriname was. Een ander prominent lid, was Ferdinand Welzijn als voorzitter; van 2017 tot 2018 was hij minister van Handel, Industrie en Toerisme en interim-minister van Justitie en Politie.
Nauw met de VSB verweven, is het opleidings- en coachingsinstituut IntEnt Suriname.
De directeur van de VSB was van 2014 tot 2020 Steven Mac Andrew. Op 1 januari 2021 trad Malty Dwarkasing aan als eerste vrouwelijke directeur van de VSB. In april 2022 nam Sherida Mormon de directie van haar over.
Op initiatief van de VSB en de Surinaamse Bankiersvereniging (SBV) werd op 1 juni 2023 het Suriname Economic Oversight Board opgericht. Dit monitorings- en adviesorgaan ondersteunt de regering bij de implementatie van het stabilisatie- en herstelprogramma van het Internationaal Monetair Fonds (IMF).